# Tatarstan
Tatarstan, oficialment la República del Tatarstan,  de vegades també anomenada Tatària, és una república de la Federació Russa, situada a l'Europa de l'Est. Forma part del Districte Federal del Volga; i la seva capital i ciutat més gran és Kazan, un important centre cultural de Rússia. La principal font de riquesa de la regió és el petroli amb una forta indústria petroquímica.
La república limita amb les óblasts de Kírov, Uliànovsk, Samara i Orenburg, així com amb les repúbliques de Marí El, Udmúrtia, Txuvàixia i Baixkortostan. L'àrea de la república és de 68.000 kilòmetres quadrats, ocupant el 0,4% de la superfície total del país. Segons el cens del 2021, la població de Tatarstan és de 4.004.809 de persones.
Tatarstan té forts vincles culturals, lingüístics i ètnics amb el seu veí oriental, el Baixkortostan.
Les llengües oficials de la república són el tàrtar, sent la llengua pròpia, i el rus.

## Etimologia
"Tatarstan" deriva del nom de l'ètnia —els tàrtars— i del sufix persa -stan (que significa "estat" o "país", una terminació comuna a molts països eurasiàtics). Una altra versió del nom rus és "Татария" (Tatària), que va ser el nom oficial juntament amb "RSSA dels Tàtars " durant el domini soviètic.

## Geografia

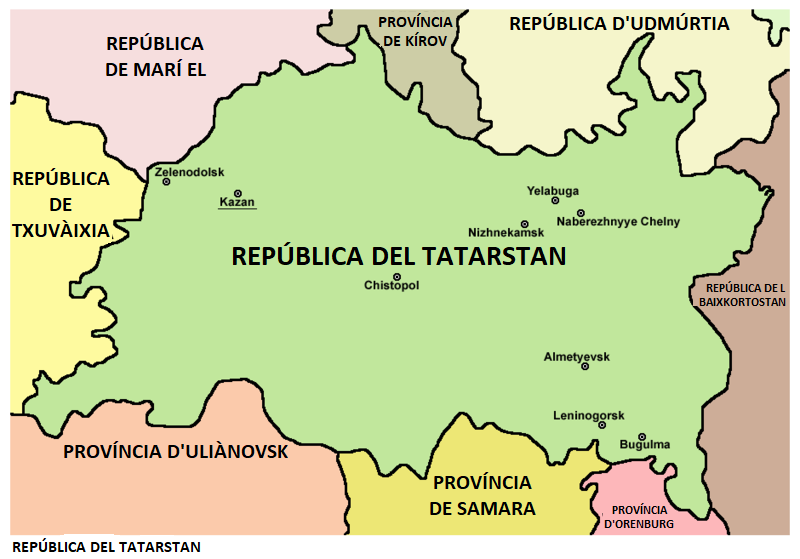
Mapa de la República del Tatarstan

La república està situada al centre de la Plana europea oriental, a uns 800 quilometres (500 mi) a l'est de Moscou. Es troba entre el riu Volga i el riu Kama (un afluent del Volga), i s'estén a l'est fins als monts Urals.
El roure és l'espècie arbòria dominant en el 87% de la superfície total, seguida del tremol, el til·ler, el bedoll i el pi roig. La coberta forestal total ha disminuït del 51,2% al 17,1% en els darrers 300 anys.
La reserva natural del Volga-Kama es troba al Tatarstan.

### Fronteres
- Veïns: óblast de Kirov (N), República d'Udmúrtia (N/NE), República de Baixkortostan (E/SE), óblast d'Orenburg (SE), óblast de Samara (S), óblast d'Uliànovsk (S/SW), República de Txuvàixia (W), República de Marí El (W/NW).

- Punt més alt: 381 m (1,250 ft)
- Distància N–S màxima: 290 km (180 mi)
- Distància màxima E-O: 460 km (290 mi)

### Rius

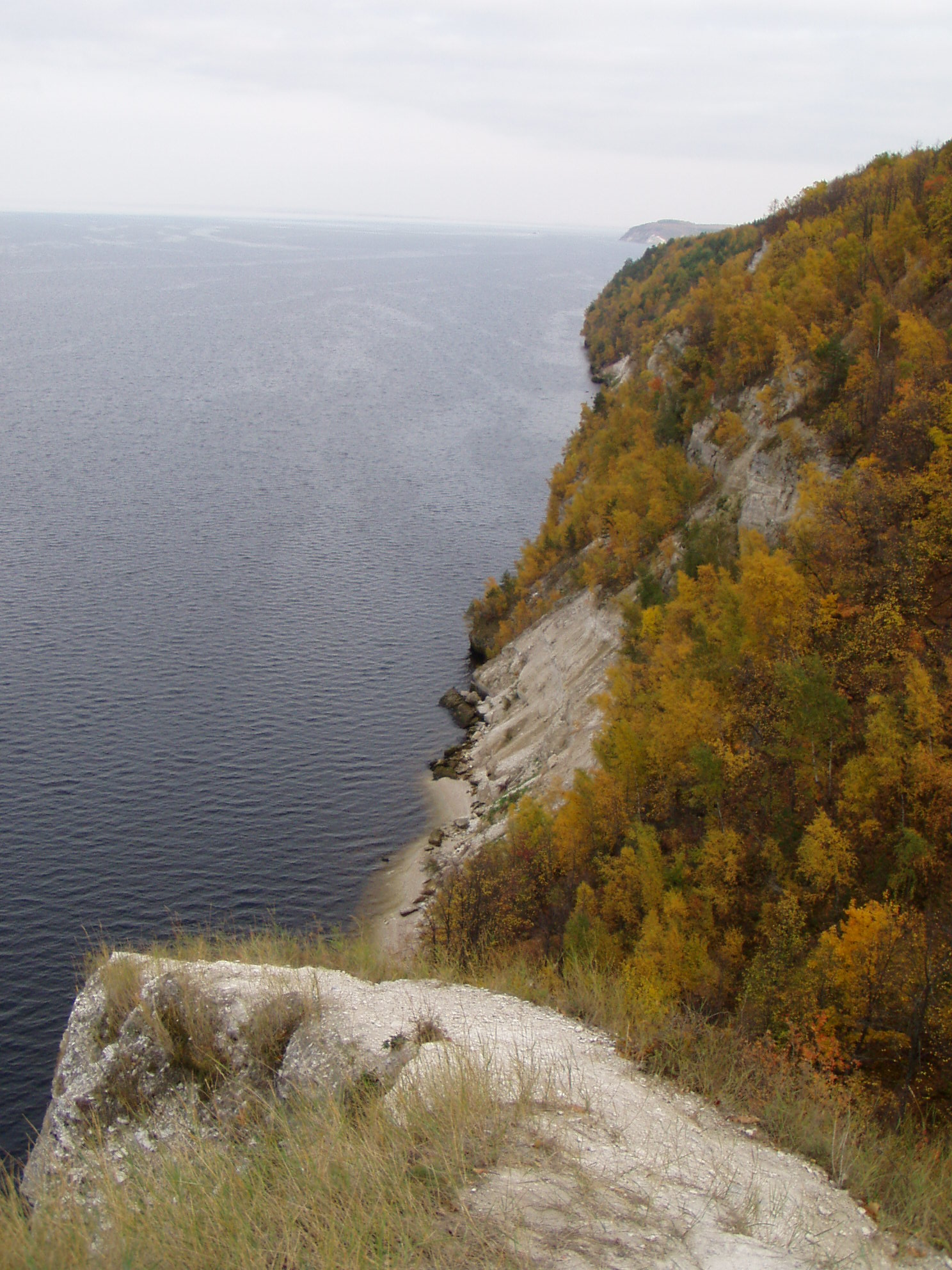
Vista del riu Volga a la confluència amb el riu Kama

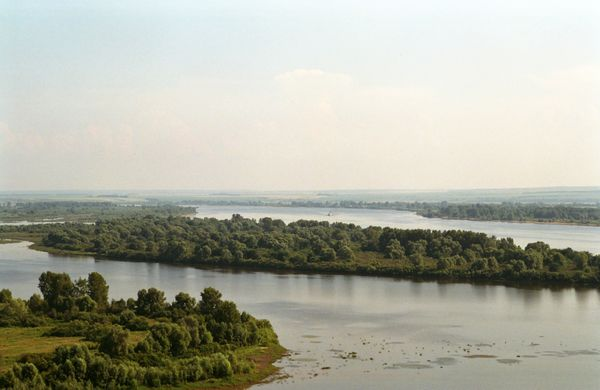
Vista sobre el riu Toima des de la torre del diable a Ielàbuga

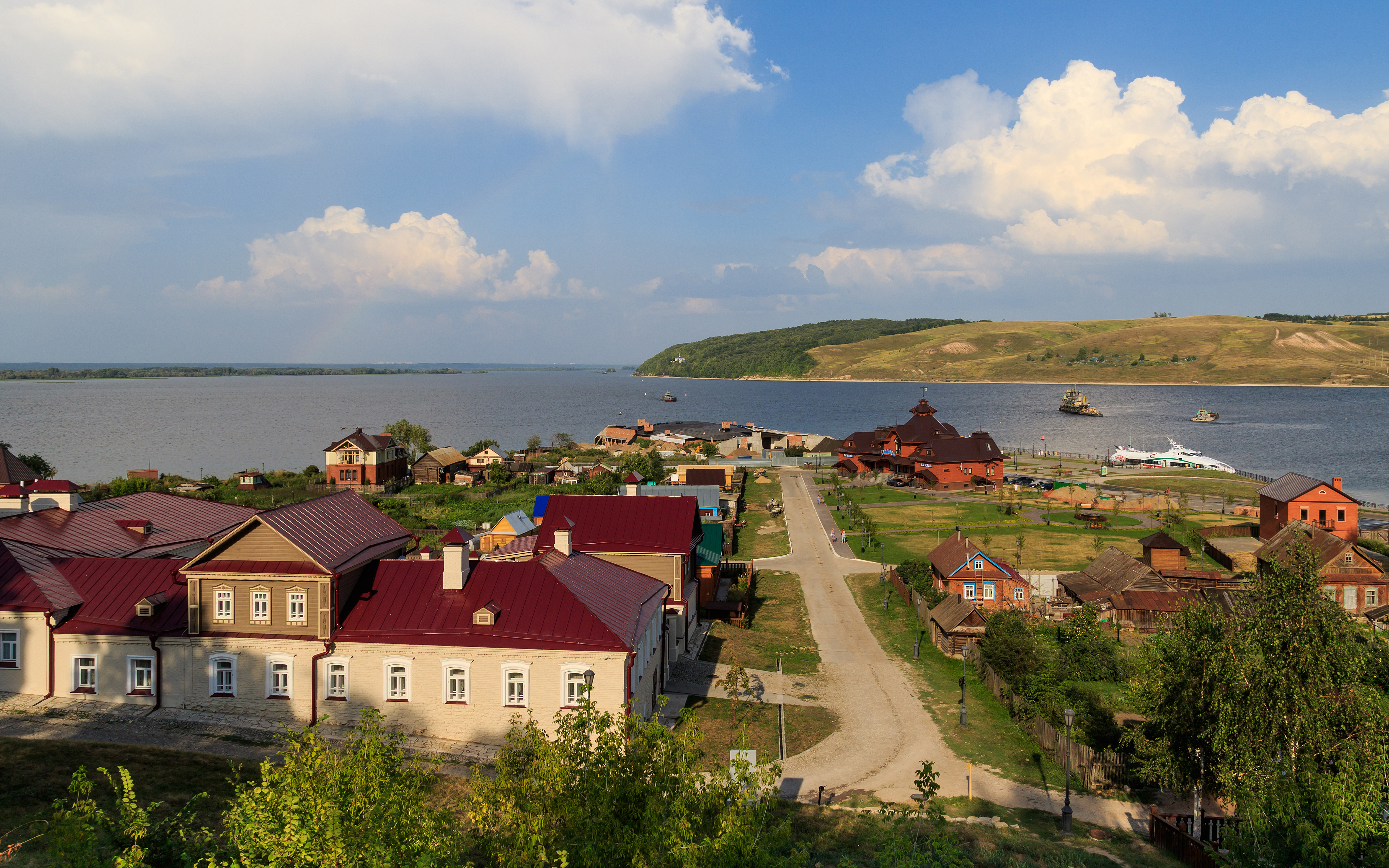
Sviajsk, situat a la confluència dels rius Volga i Sviaga

Els principals rius inclouen:
- Riu Azevka
- Riu Bélaia
- Riu Ik
- Riu Kama
- Riu Volga
- Riu Viatka
- Riu Kazanka
- Riu Zai

### Llacs
Els principals embassaments de la república inclouen:
- Embassament de Kúibixev
- Embassament inferior del Kama
- Dipòsit de Zainsk

El llac més gran és el Kaban. El pantà més gran és el Kuliagaix.

### Recursos naturals
Els principals recursos naturals del Tatarstan inclouen petroli, gas natural, guix, entre d'altres. Es calcula que la República té més de mil milions de tones de jaciments de petroli.

### Clima
- Temperatura mitjana del gener: −15 °C (5 °F)
- Temperatura mitjana del juliol: +18 °C (64 °F)
- Temperatura mitjana anual: + 4 °C (39 °F)
- Precipitació mitjana anual: fins a 500 a 550 mm (20 a 22 in)

## Divisions administratives
Les divisions administratives i territorials del Tatarstan formen 43 districtes municipals i 2 districtes urbans (Kazan i Nabereznie Txelni), així com 39 assentaments urbans i 872 assentaments rurals. La república reconeix també les ciutats d'importància republicana, la llista de les quals és establerta per la Constitució de la República del Tatarstan Arxivat 2022-01-27 a Wayback Machine. . Els districtes estan formats per ciutats d'importància comarcal, nuclis urbans i nuclis rurals amb territoris subordinats que conformen el nivell primari en el sistema d'estructura administrativa-territorial de la República. Les ciutats d'importància nacional es poden dividir geogràficament en districtes de la ciutat.

## Història

### Edat mitjana
El primer estat organitzat conegut dins dels límits del Tatarstan va ser la Bulgària del Volga (c. 700–1238). Els búlgars del Volga tenien un estat mercantil avançat amb contactes comercials a tota l'Euràsia Interior, l'Orient Mitjà i el Bàltic, que van mantenir la seva independència malgrat la pressió de nacions com els khàzars, la Rus de Kíev i els cumans - kiptxaks. L'islam va ser introduït pels missioners de Bagdad al voltant del temps del viatge d'Ibn Fadlan l'any 922.

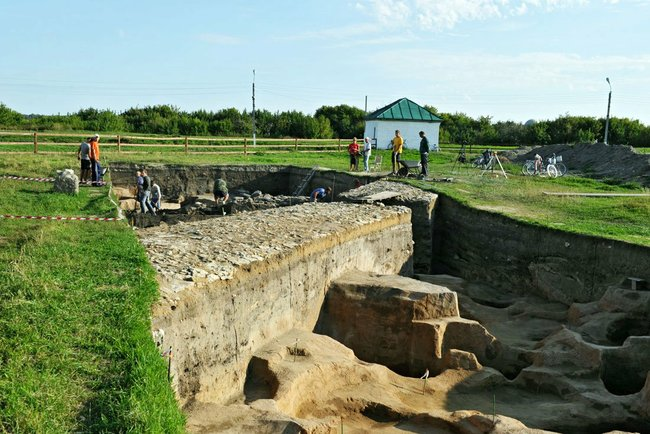
Restes arqueològiques a Bólgar

La Bulgària del Volga va caure finalment en mans dels exèrcits del príncep mongol Batu Khan a finals dels anys 1230. Els habitants, una gran quantitat d'ells assassinats i la resta barrejant-se amb els kiptxaks de l'Horda d'Or, van ser reconeguts com els "Tàrtars del Volga". A la dècada de 1430, la regió es va tornar a independitzar com a base del Kanat de Kazan, una capital establerta a Kazan 170 km al nord de la capital en ruïnes dels búlgars.
El kanat de Kazan va ser conquerit per les tropes del tsar Ivan el Terrible a la dècada de 1550, i Kazan va ser presa el 1552. Un gran nombre de tàrtars es van convertir per força al cristianisme i van ser russificats culturalment. Es van construir catedrals a Kazan; el 1593 totes les mesquites de la regió van ser destruïdes. El govern rus va prohibir la construcció de mesquites, prohibició que no va ser aixecada fins al segle XVIII per Caterina la Gran. La primera mesquita que es va reconstruir sota els auspicis de Caterina es va construir entre 1766 i 1770.

### Segle XIX

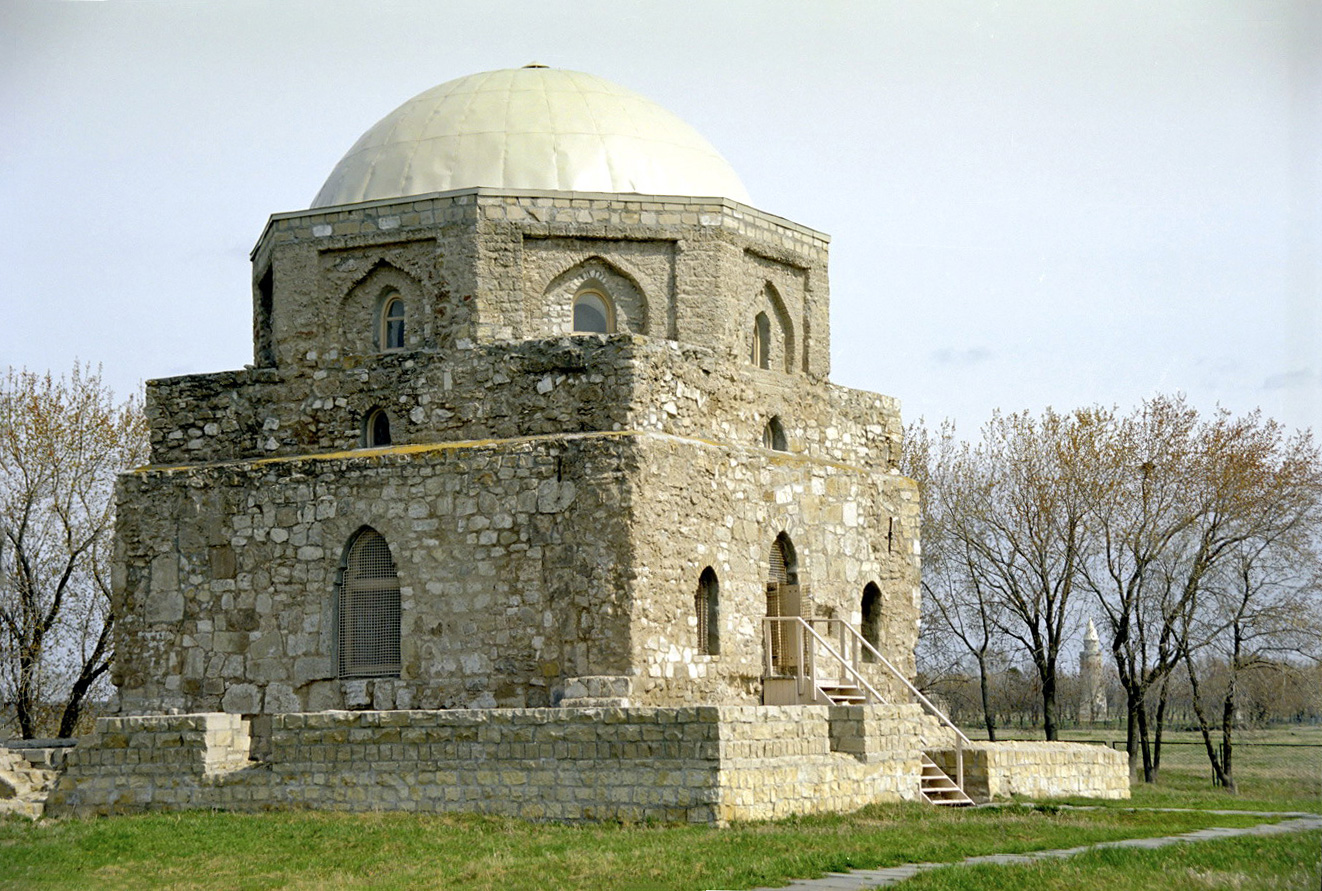
Antiga mesquita a Bólgar

Al segle xix, el Tatarstan es va convertir en un centre del jadidisme, un moviment islàmic que predicava la tolerància cap a altres religions. Sota la influència dels teòlegs jadidistes locals, els búlgars eren coneguts per les seves relacions amistoses amb altres pobles de l'Imperi rus. Tanmateix, després de la Revolució d'Octubre, la religió va ser en gran part il·legalitzada i tots els teòlegs van ser reprimits.

### Segle XX
Durant la Guerra Civil de 1918-1920, els nacionalistes tàrtars van intentar establir una república independent, l'Estat d'Idel-Ural, (Idel és el nom del Volga en tàrtar) juntament amb els veïns baixkirs. Inicialment recolzat pels bolxevics, l'estat va existir fins al març de 1918, quan els alts càrrecs del seu parlament van ser detinguts pels bolxevics (que s'havien revoltat contra l'estat i l'havien denunciat com a burgès) abans de la declaració oficial de la seva constitució. Els soviètics van establir més tard la República Socialista Soviètica Autònoma Tàrtara, que es va establir el 27 de maig de 1920. Els límits de la república no incloïen la majoria dels tàrtars del Volga. La Unió Tàrtara dels Sense Déus va ser perseguida en les purgues de Ióssif Stalin de 1928 .

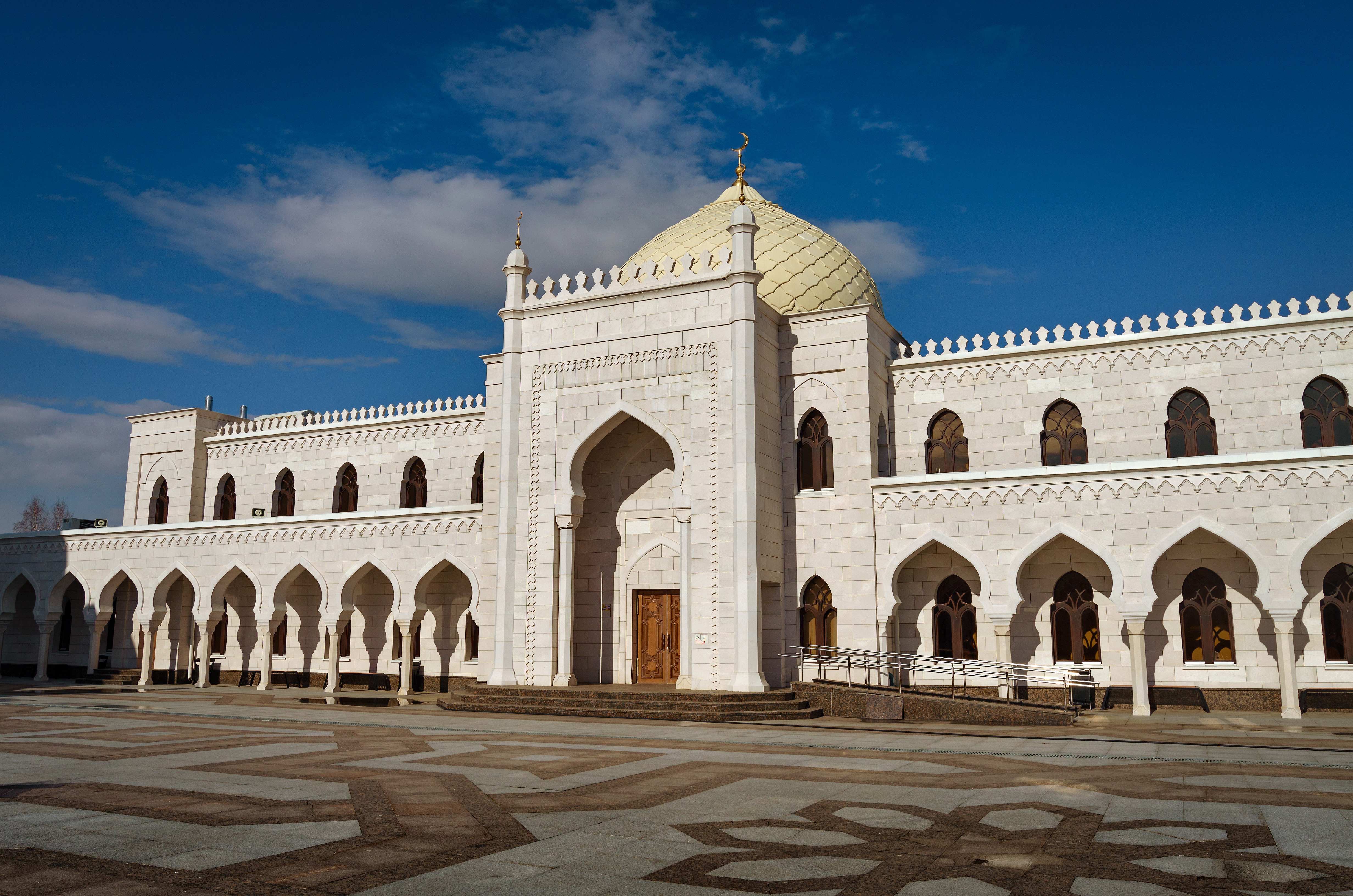
L'ala esquerra de la Mesquita Blanca

Una fam es va produir a la República Socialista Soviètica Autònoma Tàtar entre 1921 i 1922 com a resultat de la política del comunisme de guerra. Les morts per fam d'entre 500 mil i 2 milions de tàrtars a l'RSS tàrtara i a la regió del Volga-Ural el 1921-1922 van ser catastròfiques, ja que la meitat de la població tàrtara del Volga de l'URSS va morir.
A partir de la dècada de 1960, es van obrir escoles a Tatarstan que ensenyaven el rus com a segona llengua oficial, ja que es volia avançar a la construcció d'una societat soviètica uniformitzada. A la dècada de 1980, poques escoles encara ensenyaven la llengua tàrtara.

### Actualitat

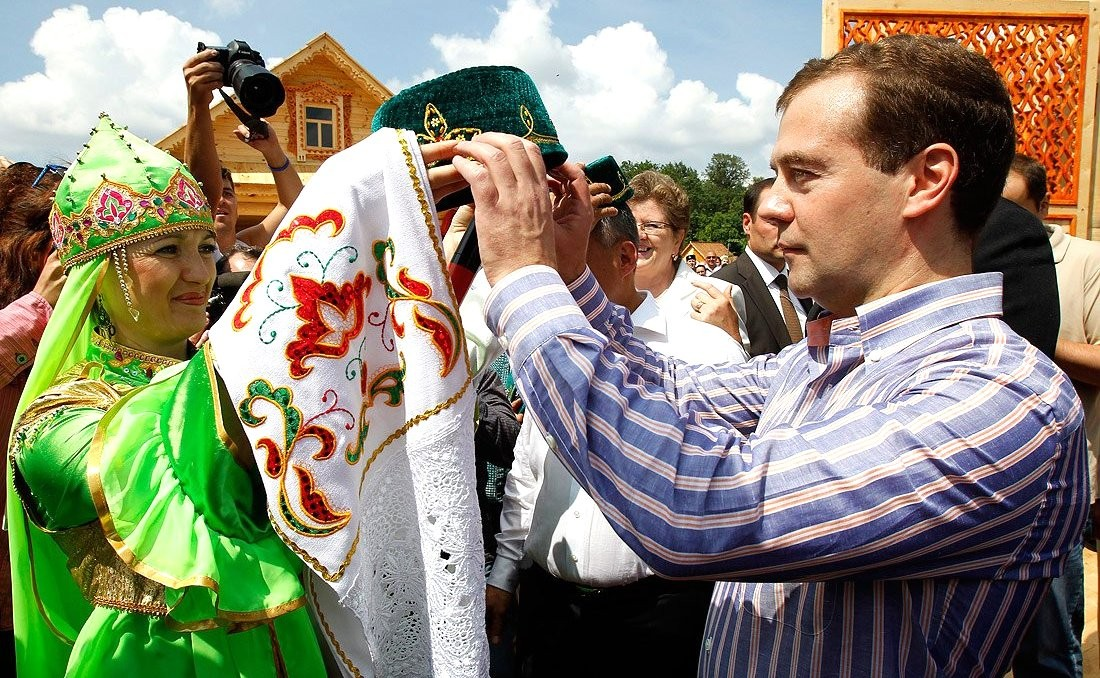
L'aleshores president rus Dmitri Medvédev a Tatarstan, el juny de 2011

El 30 d'agost de 1990, Tatarstan va declarar la seva sobirania amb la Declaració sobre la sobirania estatal de la República Socialista Soviètica Tàrtara i el 1992 Tatarstan va celebrar un referèndum sobre una nova constitució, promogut pel president de Tatarstan Xaimíev i supervisat pel personal de la Comissió de Hèlsinki. L'oposició al Parlament va girar al voltant de la facció russa Narodovlastie (Poder Popular). Un 62% dels participants van votar a favor de la constitució, i els tàrtars li van donar molt més suport que els russos. A la nova constitució, Tatarstan es definia com un estat sobirà. Tanmateix, el referèndum i la constitució van ser declarats inconstitucionals pel Tribunal Constitucional rus. Els articles 1 i 3 de la Constitució tal com es va introduir el 2002 defineixen el Tatarstan com a part de la Federació Russa, eliminant el terme "sobirania".
El 15 de febrer de 1994, es el Tractat sobre la delimitació de matèries jurisdiccionals i la delegació mútua d'autoritats entre els òrgans estatals de la Federació de Rússia i els òrgans estatals de la República de Tatarstan es va signar l'acord entre el govern de la Federació de Rússia i el govern de la República de Tatarstan (Sobre la delimitació de l'autoritat en l'àmbit de les relacions econòmiques exteriors). L'acord de repartiment de poder es va renovar l'11 de juliol de 2007, encara que amb gran part del poder delegat a Tatarstan reduït.
El 20 de desembre de 2008, en resposta al reconeixement de Rússia d'Abkhàzia i Ossètia del Sud, l'organització Congrés del Poble Tàtar de Crimea va declarar Tatarstan independent i va demanar el seu reconeixement a les Nacions Unides. Tanmateix, aquesta declaració va ser ignorada tant per les Nacions Unides com pel govern rus. El 24 de juliol de 2017, va expirar l'acord d'autonomia signat el 1994 entre Moscou i Kazan, i va convertir el Tatarstan en l'última república de Rússia que va perdre el seu estatus especial.

## Demografia
Població: 4.004.809 habitants (Cens 2021) 

### Estadístiques vitals

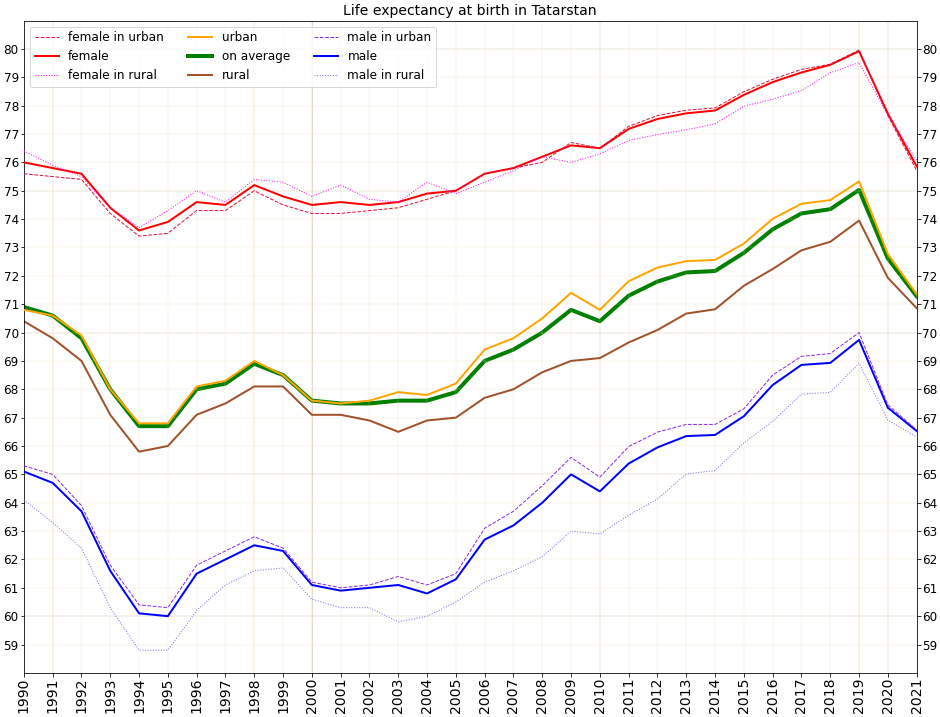
Esperança de vida en néixer a Tatarstan

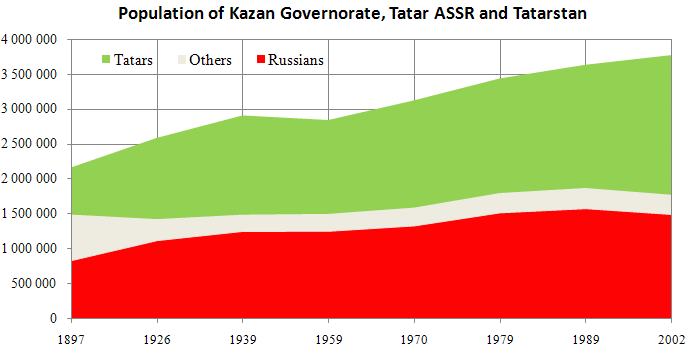
Desglossament ètnic de la població

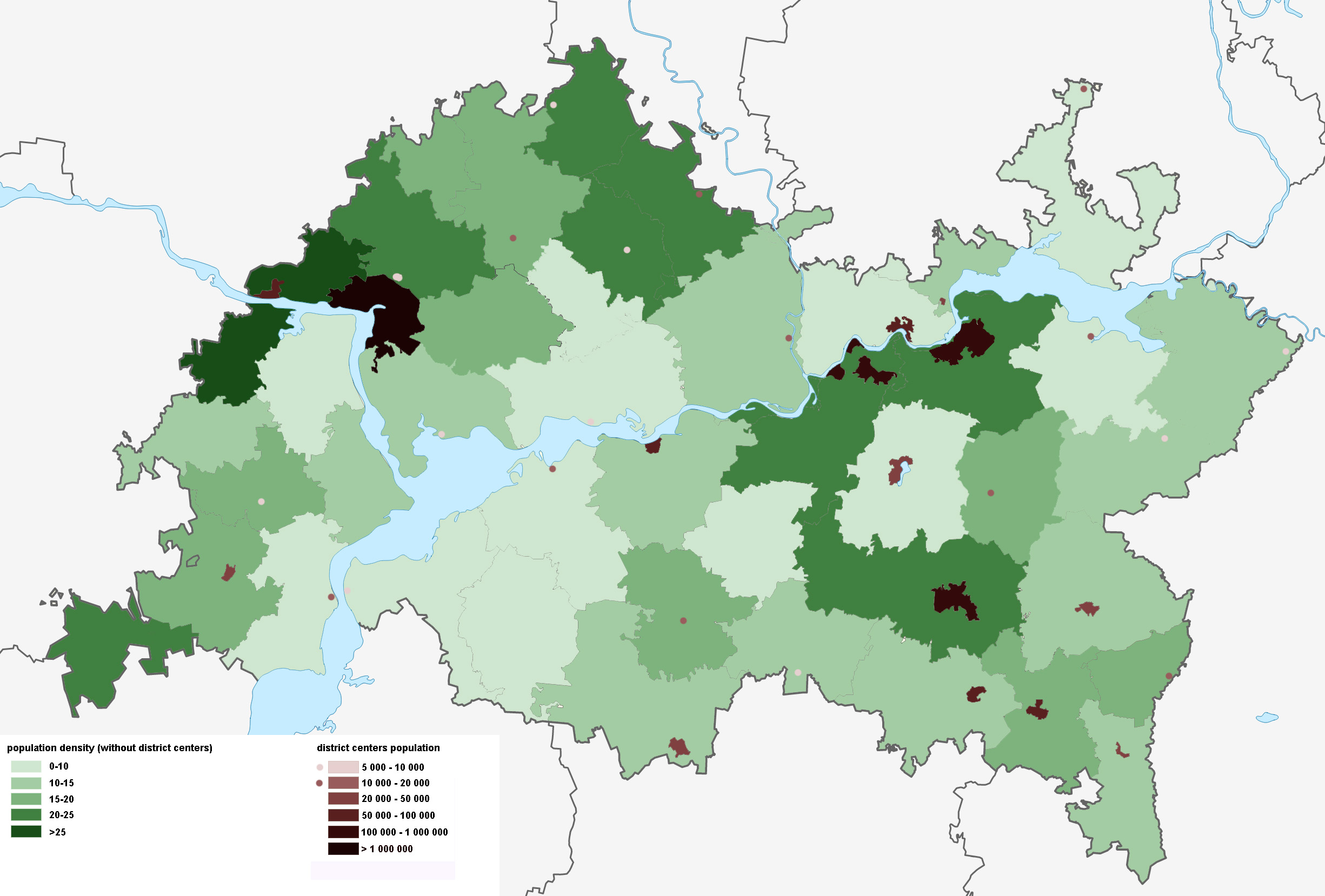
Densitat de població

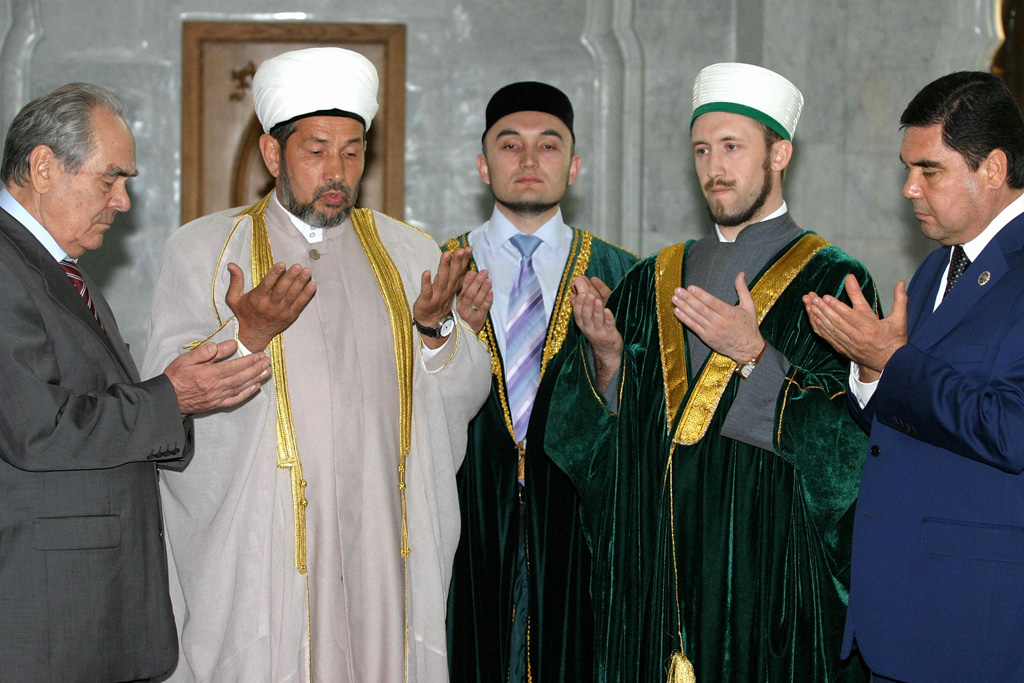
Mintimer Xaimíev, el president de la república de Tatarstan, a la mesquita de Qolşärif, Kazan

|      | Població Mitjana (x1000) | Naixements | Defuncions | Canvi natural | Taxa bruta de natalitat (per 1000) | Taxa bruta de mortalitat (per 1000) | Canvi natural (per 1000) | Taxa de fertilitat |
| ---- | ------------------------ | ---------- | ---------- | ------------- | ---------------------------------- | ----------------------------------- | ------------------------ | ------------------ |
| 1970 | 3,146                    | 47,817     | 25,622     | 22,195        | 15.2                               | 8.1                                 | 7.1                      |                    |
| 1975 | 3,311                    | 55,095     | 29,686     | 25,409        | 16.6                               | 9.0                                 | 7.7                      |                    |
| 1980 | 3,465                    | 54,272     | 32,758     | 21,514        | 15.7                               | 9.5                                 | 6.2                      |                    |
| 1985 | 3,530                    | 64,067     | 34,622     | 29,445        | 18.1                               | 9.8                                 | 8.3                      |                    |
| 1990 | 3,665                    | 56,277     | 36,219     | 20,058        | 15.4                               | 9.9                                 | 5.5                      | 2.05               |
| 1991 | 3,684                    | 50,160     | 37,266     | 12,894        | 13.6                               | 10.1                                | 3.5                      | 1.88               |
| 1992 | 3,706                    | 44,990     | 39,148     | 5,842         | 12.1                               | 10.6                                | 1.6                      | 1.71               |
| 1993 | 3,730                    | 41,144     | 44,291     | −3,147        | 11.0                               | 11.9                                | −0.8                     | 1.57               |
| 1994 | 3,746                    | 41,811     | 48,613     | −6,802        | 11.2                               | 13.0                                | −1.8                     | 1.58               |
| 1995 | 3,756                    | 39,070     | 48,592     | −9,522        | 10.4                               | 12.9                                | −2.5                     | 1.47               |
| 1996 | 3,766                    | 38,080     | 45,731     | −7,651        | 10.1                               | 12.1                                | −2.0                     | 1.43               |
| 1997 | 3,775                    | 37,268     | 46,270     | −9,002        | 9.9                                | 12.3                                | −2.4                     | 1.38               |
| 1998 | 3,785                    | 37,182     | 45,153     | −7,971        | 9.8                                | 11.9                                | −2.1                     | 1.37               |
| 1999 | 3,789                    | 35,073     | 46,679     | −11,606       | 9.3                                | 12.3                                | −3.1                     | 1.29               |
| 2000 | 3,788                    | 35,446     | 49,723     | −14,277       | 9.4                                | 13.1                                | −3.8                     | 1.29               |
| 2001 | 3,784                    | 35,877     | 50,119     | −14,242       | 9.5                                | 13.2                                | −3.8                     | 1.30               |
| 2002 | 3,779                    | 38,178     | 51,685     | −13,507       | 10.1                               | 13.7                                | −3.6                     | 1.37               |
| 2003 | 3,775                    | 38,461     | 52,263     | −13,802       | 10.2                               | 13.8                                | −3.7                     | 1.36               |
| 2004 | 3,771                    | 38,661     | 51,322     | −12,661       | 10.3                               | 13.6                                | −3.4                     | 1.34               |
| 2005 | 3,767                    | 36,967     | 51,841     | −14,874       | 9.8                                | 13.8                                | −3.9                     | 1.26               |
| 2006 | 3,763                    | 37,303     | 49,218     | −11,915       | 9.9                                | 13.1                                | −3.2                     | 1.25               |
| 2007 | 3,763                    | 40,892     | 48,962     | −8,070        | 10.9                               | 13.0                                | −2.1                     | 1.36               |
| 2008 | 3,772                    | 44,290     | 48,952     | −4,662        | 11.8                               | 13.0                                | −1.2                     | 1.45               |
| 2009 | 3,779                    | 46,605     | 47,892     | −1,287        | 12.4                               | 12.7                                | −0.3                     | 1.55               |
| 2010 | 3,785                    | 48,968     | 49,730     | −762          | 12.9                               | 13.1                                | −0.2                     | 1.60               |
| 2011 | 3,795                    | 50,824     | 47,072     | 3,752         | 13.4                               | 12.4                                | 1.0                      | 1.65               |
| 2012 | 3,813                    | 55,421     | 46,358     | 9,063         | 14.5                               | 12.2                                | 2.3                      | 1.80               |
| 2013 | 3,830                    | 56,458     | 46,192     | 10,266        | 14.7                               | 12.1                                | 2.6                      | 1.83               |
| 2014 | 3,847                    | 56,480     | 46,921     | 9,559         | 14.7                               | 12.2                                | 2.5                      | 1.84               |
| 2015 | 3,862                    | 56,899     | 46,483     | 10,416        | 14.7                               | 12.0                                | 2.7                      | 1.86               |
| 2016 | 3,878                    | 55,853     | 44,894     | 10,959        | 14.4                               | 11.6                                | 2.8                      | 1.86               |
| 2017 | 3,889                    | 48,115     | 43,957     | 4,158         | 12.4                               | 11.3                                | 1.1                      | 1.65               |
| 2018 | 3,894                    | 46,320     | 44,720     | 1,600         | 11.9                               | 11.5                                | 0.4                      | 1.62               |
| 2019 |                          | 42,871     | 42,691     | 180           | 11.0                               | 11.0                                | 0.0                      | 1.54               |
| 2020 |                          | 41,320     | 54,310     | -12,981       | 10.6                               | 13.9                                | –3.3                     | 1.54               |

Nota: font TFR.

### Grups ètnics
| Grups ètnics | Cens de 1926 | Cens de 1926 | Cens de 1939 | Cens de 1939 | Cens de 1959 | Cens de 1959 | Cens de 1970 | Cens de 1970 | Cens de 1979 | Cens de 1979 | Cens de 1989 | Cens de 1989 | Cens de 2002 | Cens de 2002 | Cens 2010 | Cens 2010 | Cens de 20211 | Cens de 20211 |
| Grups ètnics | Número       | %            | Número       | %            | Número       | %            | Número       | %            | Número       | %            | Número       | %            | Número       | %            | Número    | %         | Número        | %             |
| --- | ------------ | ------------ | ------------ | ------------ | ------------ | ------------ | ------------ | ------------ | ------------ | ------------ | ------------ | ------------ | ------------ | ------------ | --------- | --------- | ------------- | ------------- |
| Tàrtars | 1.263.383    | 48,7%        | 1.421.514    | 48,8%        | 1.345.195    | 47,2%        | 1.536.430    | 49,1%        | 1.641.603    | 47,6%        | 1.765.404    | 48,5%        | 2.000.116    | 52,9%        | 2.012.571 | 53,2%     | 2.091.175     | 53,6%         |
| Russos | 1.118.834    | 43,1%        | 1.250.667    | 42,9%        | 1.252.413    | 43,9%        | 1.382.738    | 42,4%        | 1.516.023    | 44,0%        | 1.575.361    | 43,3%        | 1.492.602    | 39,5%        | 1.501.369 | 39,7%     | 1.574.804     | 40,3%         |
| Txuvaixos | 127.330      | 4,9%         | 138.935      | 4,8%         | 143.552      | 5,0%         | 153.496      | 4,9%         | 147.088      | 4,3%         | 134.221      | 3,7%         | 126.532      | 3,3%         | 116.252   | 3,1%      | 90.474        | 2,3%          |
| Altres | 84.485       | 3,3%         | 104.161      | 3,6%         | 109.257      | 3,8%         | 112.574      | 3,6%         | 140.698      | 4,1%         | 166.756      | 4,6%         | 160.015      | 4,2%         | 150.244   | 4,1%      | 146.914       | 3,8%          |
| 1 101.442 persones estaven registrades a partir de bases de dades administratives i no podien declarar una ètnia. S'estima que la proporció d'ètnies d'aquest grup és la mateixa que la del grup declarat. |              |              |              |              |              |              |              |              |              |              |              |              |              |              |           |           |               |               |

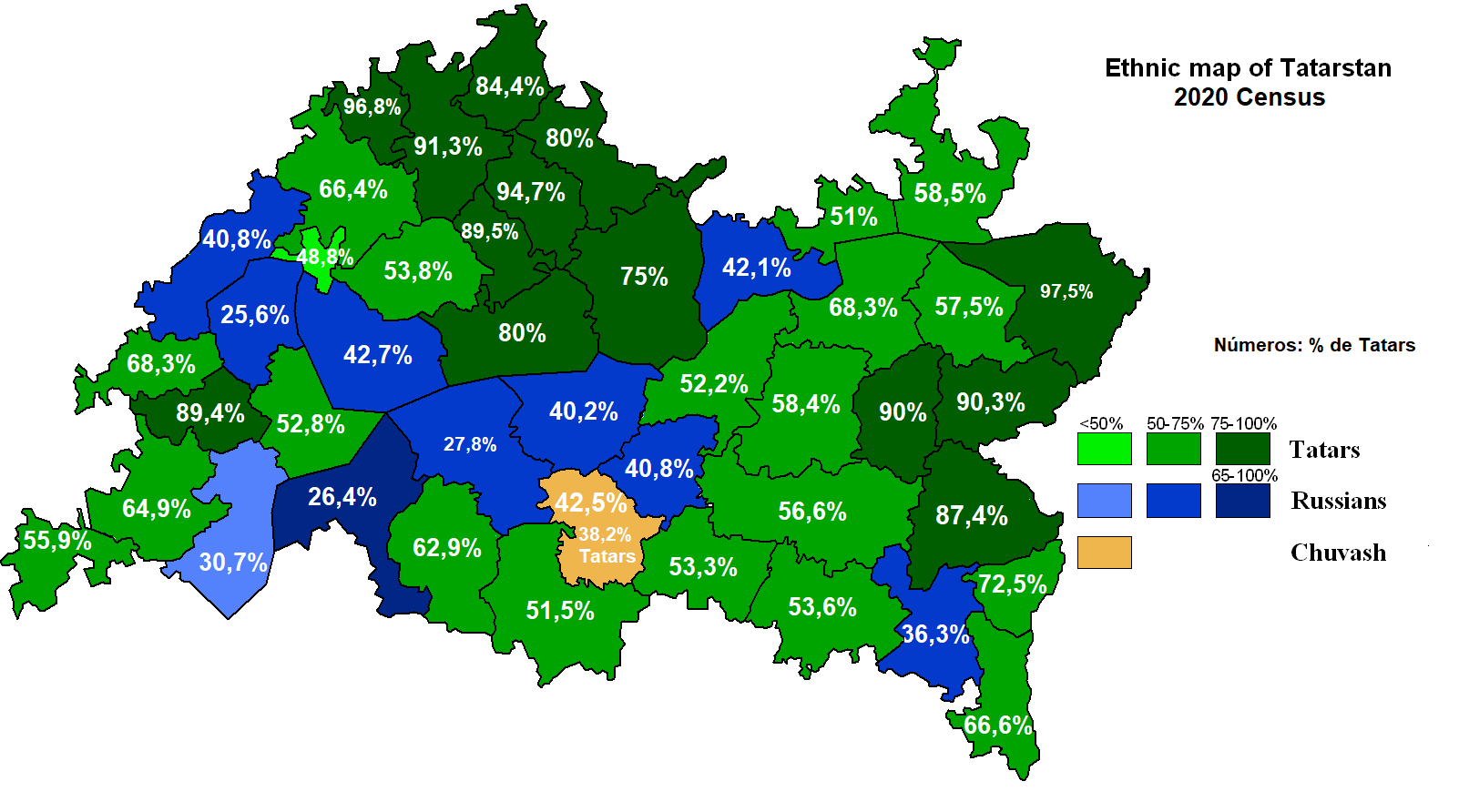
Mapa ètnic del Tatarstan (2020)

Hi ha uns 2 milions de tàtars ètnics i 1,5 milions de russos ètnics al Tatarstan, juntament amb un nombre significatiu de txuvaix, maris i udmurts, alguns dels quals parlen tàrtar. Les minories d'ucraïnesos, mordaus i baixkirs també són significatives. La majoria dels tàrtars són musulmans sunnites, però una petita minoria coneguda com a tàrtars de Keräşen són cristians ortodoxos, alguns dels quals es consideren diferents dels altres tàrtars tot i que la majoria dels dialectes de Keräşen només difereixen lleugerament del dialecte central de la llengua tàrtara.
Hi ha un cert grau d'especulació sobre els orígens primerencs dels diferents grups de tàrtars, però la majoria dels tàrtars ja no veuen la identitat religiosa tan important com abans, i els subgrups religiosos i lingüístics s'han barrejat considerablement. No obstant això, malgrat moltes dècades d'assimilació i barreja, alguns Keräşen van exigir i se'ls va reconèixer la seva diferenciació ètnica el 2002. Això ha provocat, però, una gran polèmica, ja que molts intel·lectuals han volgut retratar els tàrtars com a homogenis i indivisibles. Tot i que s'enumeren per separat, els Keräşen encara continuen considerant-se inclosos en el total dels tàrtars. Un altre grup ètnic únic, concentrat al Tatarstan, són els Mordovians de Karatai.

#### Jueus
Els jueus tàrtars i udmurts són grups territorials especials dels jueus asquenazites, que van començar a formar-se a les zones residencials de parla turca mixta (tàrtars, kriaixens, baixkirs, txuvaixos), ugroparlants (udmurts, maris) i Poblacions de parla eslava (russos). Els jueus asquenazites van aparèixer per primera vegada a Tatarstan a la dècada de 1830. Els jueus d'Udmúrtia i Tatarstan es subdivideixen per característiques culturals i lingüístiques en dos grups territorials: 1) Jueus udmurts (jueus udmurts), que vivien al territori d'Udmúrtia i al nord del Tatarstan; 2) Jueus tàrtars, o jueus de Kazan (jueus tàtars o jueus de Kazan), que vivien principalment a la ciutat de Kazan i la seva aglomeració.

### Idiomes
D'acord amb la Constitució de la República del Tatarstan, les dues llengües estatals de la república són el tàrtar i el rus. Segons la Llei federal russa de 2002 (sobre les llengües dels pobles de la Federació Russa), l'escriptura oficial és la ciríl·lica. La Dra. Suzanne Wertheim, antropòloga lingüística, assenyala que "alguns homes manifesten una devoció ideològica a la causa tàrtara en negar-se a acomodar-se a l'espai públic amb predomini rus o als parlants de rus", mentre que les dones, en promoure "l'estat tàrtar i la cultura nacional tàtara, indexen les seves postures ideològiques pro-tàrtares de manera més diplomàtica, i amb pràctiques lingüístiques situades només dins de la comunitat de parla tàrtara... d'acord amb els rols normatius de gènere dins de la república tàrtara".

### Religió

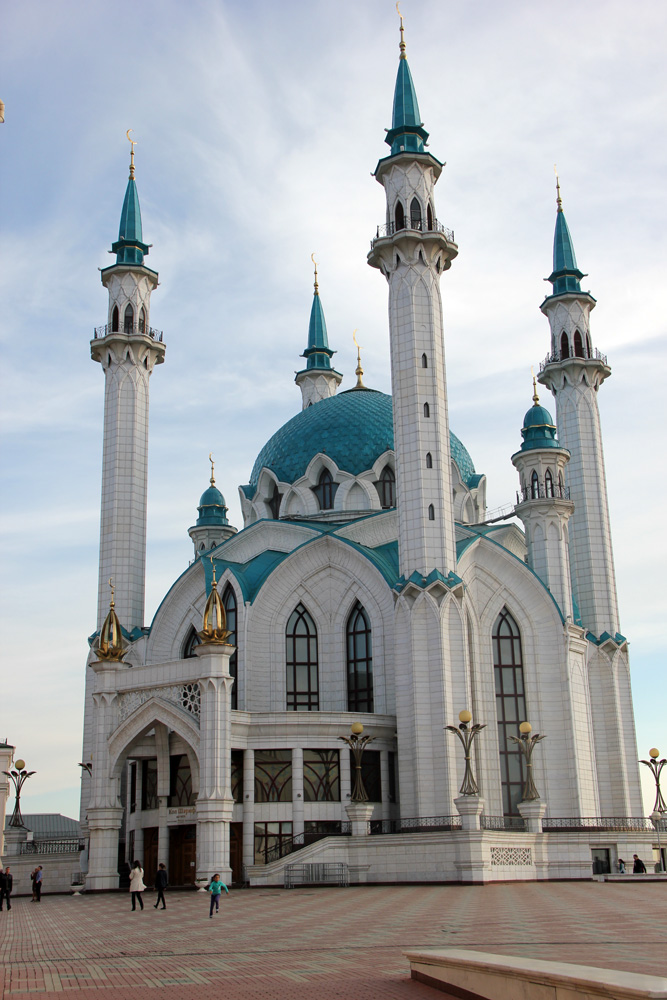
Mesquita Qolşärif a Kazan

A partir del 2012, l'Islam era la fe més comuna al Tatarstan, a la qual s'adheria el 53,8% dels 3,8 milions d'habitants estimats. La majoria de la població restant és cristiana ortodoxa russa o no religiosa.
L'Església Ortodoxa Russa és la segona religió activa més gran del Tatarstan, i ho ha estat durant més de 150 anys, amb uns 1,6 milions de seguidors estimats formats per russos, mordvins, armenis, belarussos, maris, georgians i txuvaix, i una sèrie de tàrtars ortodoxos que en conjunt constitueixen el 38% dels 3,8 milions de població de Tatarstan. El 23 d'agost de 2010, el Ministeri de Cultura de Tatarstan i l'Eparquia de Kazan van celebrar l'exposició "Monuments ortodoxos del Tatarstan". En tots els esdeveniments públics, es convoca un sacerdot ortodox juntament amb un muftí islàmic.
La Junta Religiosa Musulmana del Tatarstan organitza sovint activitats, com el 'Concurs de grafitis islàmics'.

## Política

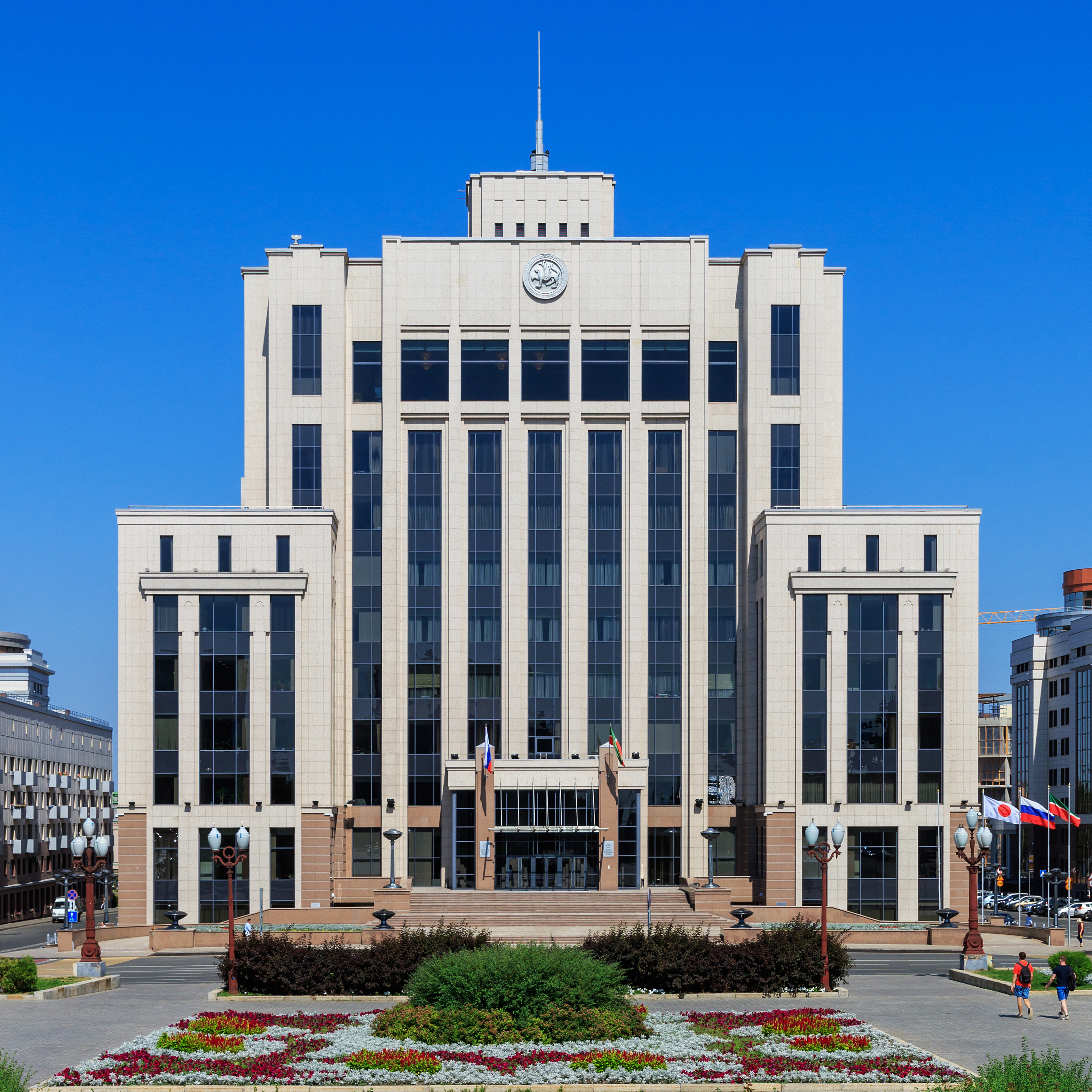
Edifici del Consell de Ministres

El parlament del Tatarstan, anomenat el "Consell d'Estat" és unicameral i està format per 100 diputats: cinquanta per als representants dels partits i cinquanta per als diputats de les localitats de la república. El president del Consell d'Estat és Farit Mukametxin. El govern es conforma al voltant del gabinet de ministres. El primer ministre de la República del Tatarstan és Alexei Pesoixin.
Segons la Constitució de la República del Tatarstan, el president només pot ser elegit pel poble de Tatarstan, però a causa de la llei federal russa, aquesta llei es va suspendre per un període indefinit. La llei russa sobre l'elecció de governadors diu que haurien de ser elegits pels parlaments regionals i que el candidat només pot ser presentat pel president de Rússia.
El desembre de 2022, els legisladors regionals van votar per canviar el títol del cap de la república de President a Rais (un títol àrab per anomenar "líder"); S'esperava que els legisladors adoptessin noves esmenes a la constitució del Tatarstan perquè estiguéssin en conformitat amb les esmenes de la Constitució de Rússia reformada el 2020 i una llei federal del 2021 que abolia les presidències regionals. El títol de president va ser vist com l'últim símbol restant del federalisme després de les reformes centralitzadores de Vladímir Putin. Tanmateix, el president en funcions, Rustam Minnikanov, conservarà el títol de president fins que expiri el seu mandat el 2025 en virtut d'acords transitoris.

### Estat polític

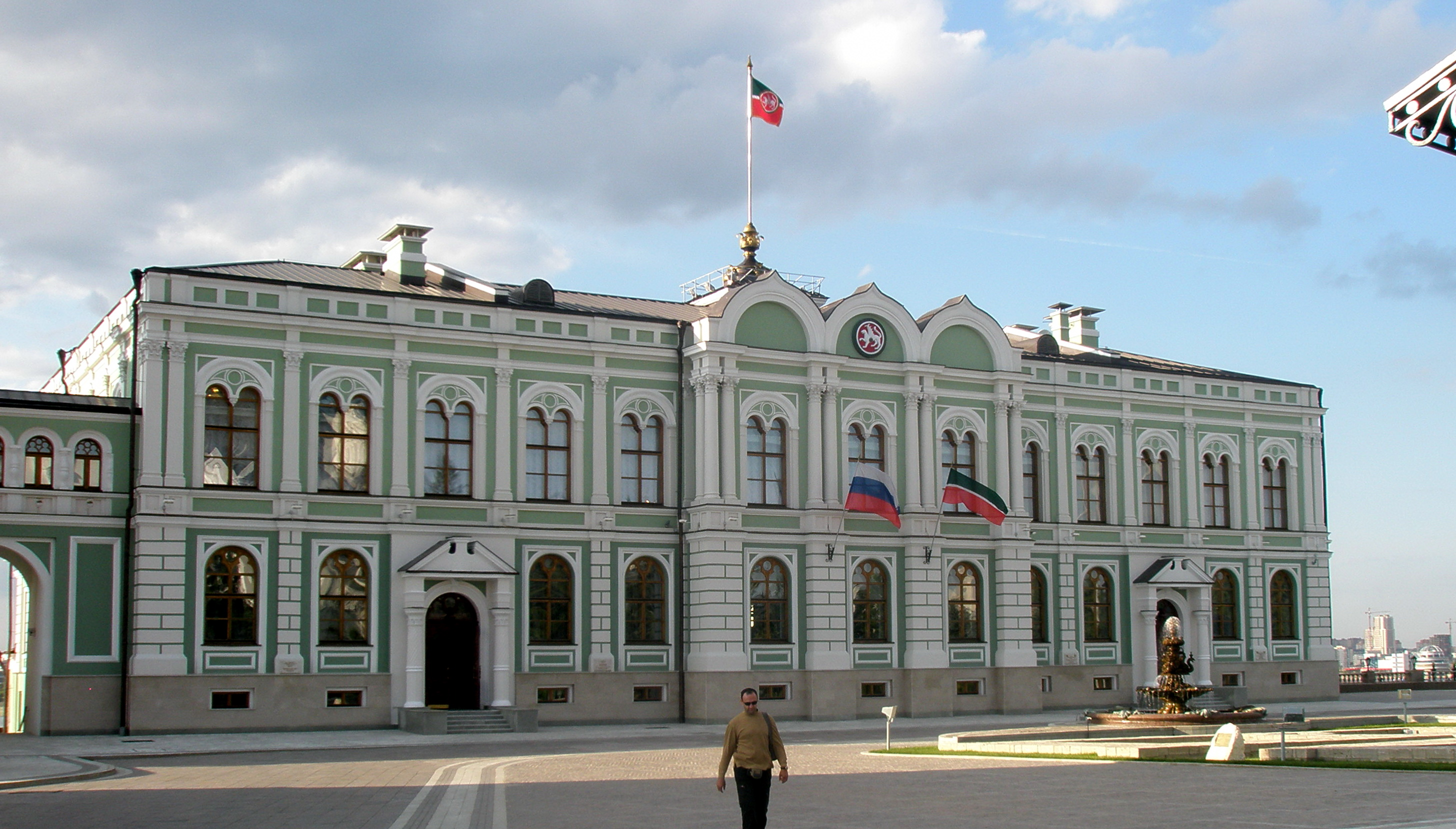
Palau Presidencial

La República del Tatarstan és una república constituent de la Federació Russa. La majoria dels subjectes federals russos estan vinculats amb el govern federal rus pel Tractat federal uniforme, però les relacions entre el govern de Tatarstan i el govern federal de Rússia són més complexes i estan definides amb precisió a la Constitució de la República del Tatarstan. El següent article de la Constitució defineix l'estatus de la república sense contradir la Constitució de la Federació Russa:
"La República del Tatarstan és un estat constitucional democràtic associat a la Federació de Rússia per la Constitució de la Federació de Rússia, la Constitució de la República de Tatarstan i el Tractat entre la Federació de Rússia i la República de Tatarstan sobre la delimitació de matèries jurisdiccionals i la delegació mútua de poders entre els òrgans estatals de la Federació Russa i els òrgans estatals de la República del Tatarstan, i un subjecte de la Federació Russa.
La sobirania de la República del Tatarstan consistirà en la plena possessió de l'autoritat estatal (legislativa, executiva i judicial) fora de la competència de la Federació de Rússia i els poders de la Federació de Rússia en l'àmbit de la competència compartida entre la Federació de Rússia i la República de Tatarstan i serà un estatus qualitatiu inalienable a la República del Tatarstan." 

## Economia

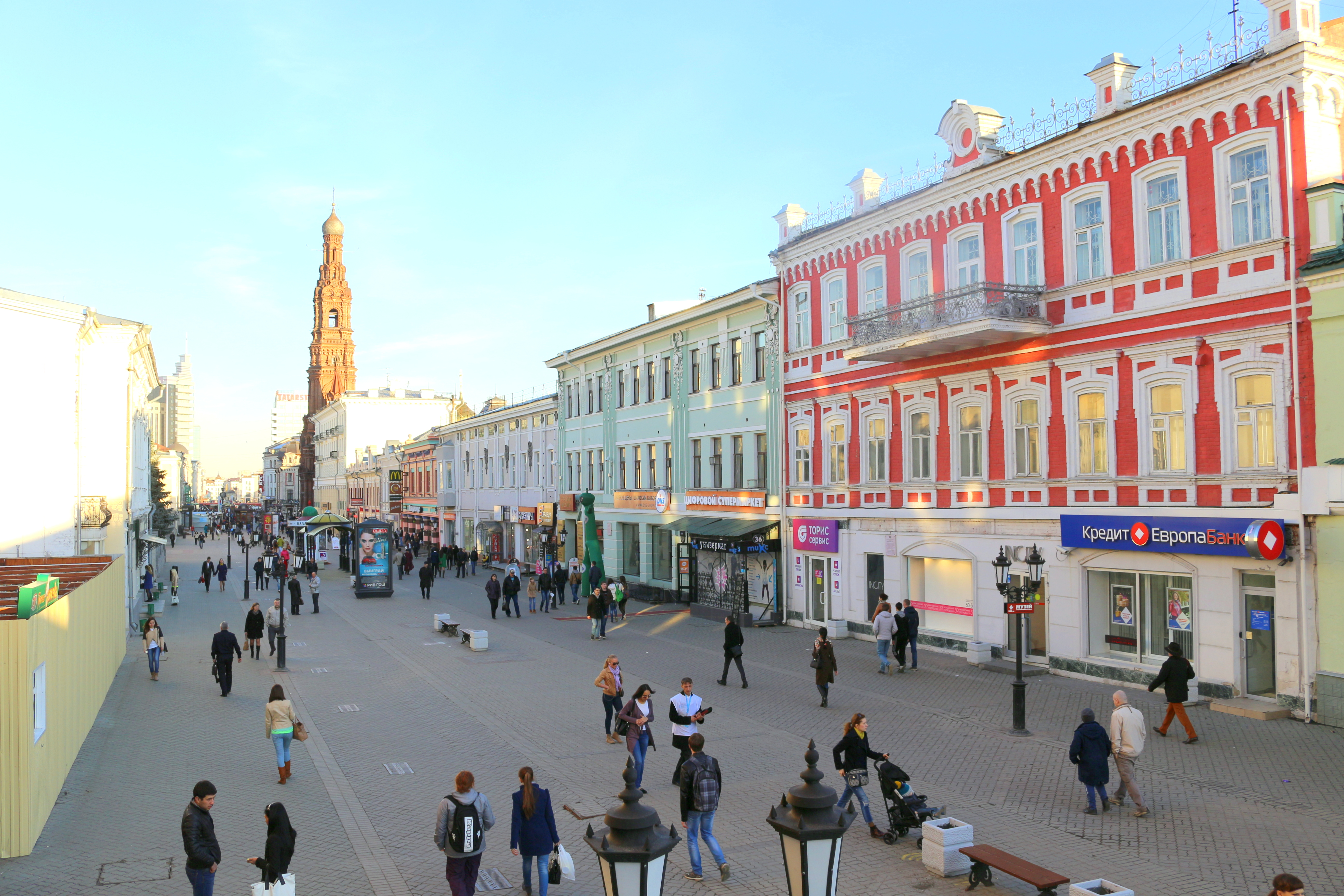
Carrer Bauman a Kazan

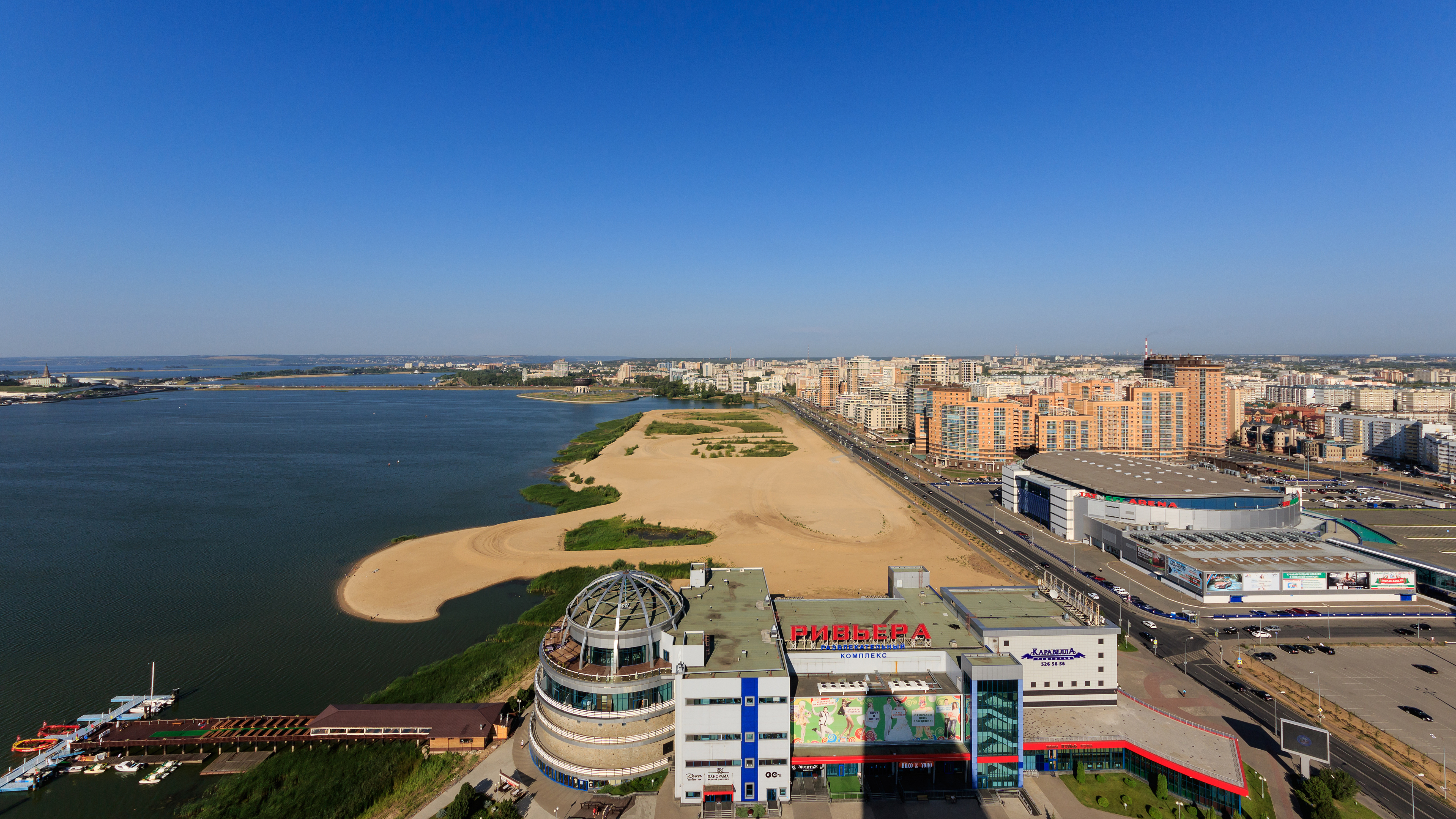
Barri de Kazan

Tatarstan és una de les regions més desenvolupades econòmicament de Rússia. La república està altament industrialitzada i ocupa el segon lloc després de l'óblast de Samara en termes de producció industrial per km 2.
El 2021, el producte regional brut del Tatarstan va ser de 40.000 milions d'euros, mentre que el PIB per càpita era de 10.000 euros.
La república té una xarxa de transport molt desenvolupada. Comprèn principalment carreteres, línies de ferrocarril, quatre rius navegables: Volga (İdel), Kama (Çulman), Vyatka (Noqrat) i Belaya (Ağidel), i oleoductes i aerolínies. El territori de Tatarstan està travessat pels principals gasoductes que transporten gas natural des d'Urengoi i Iamburg cap a l'oest i els principals oleoductes que subministren petroli a diverses ciutats de la part europea de Rússia.

## Turisme

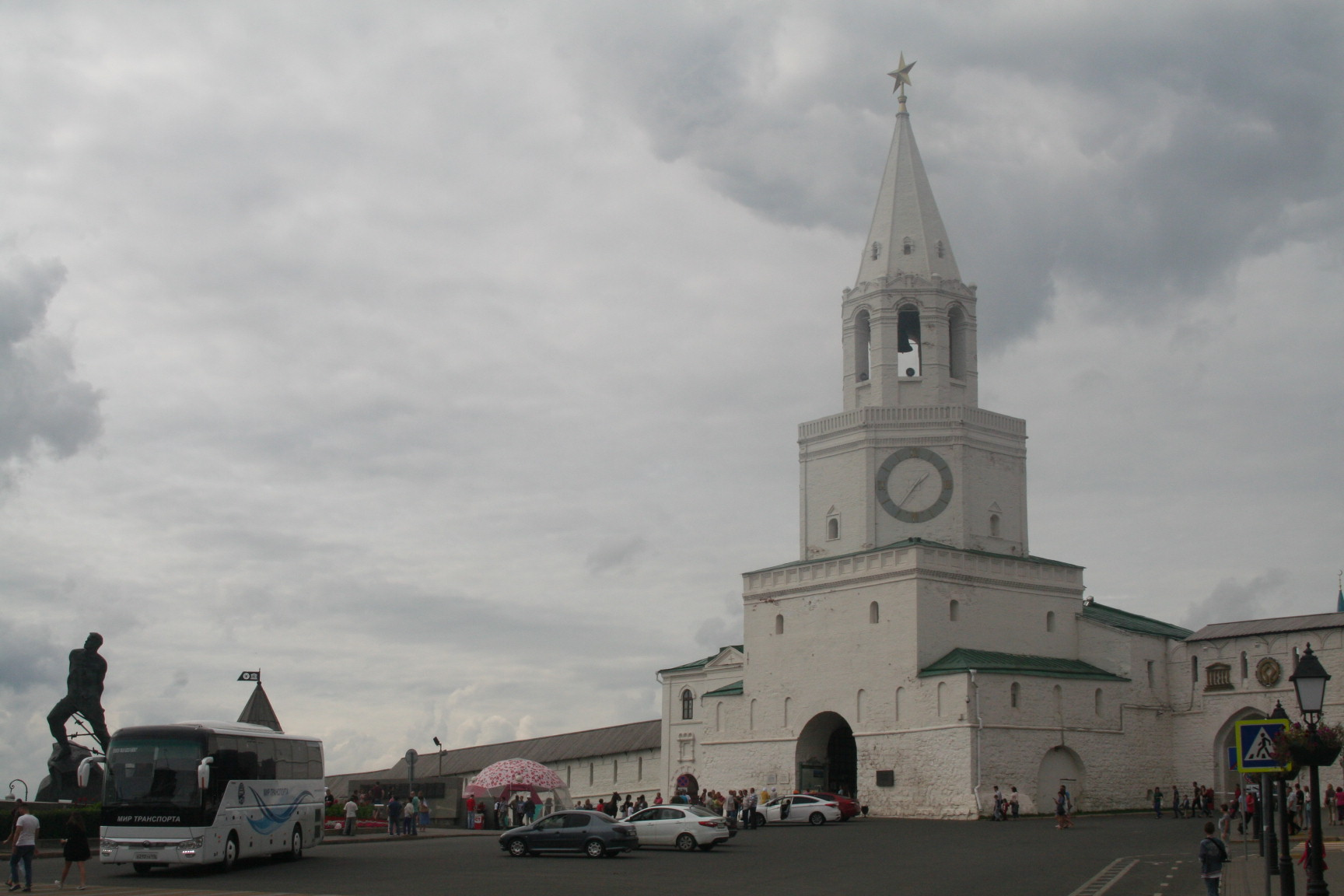
Kremlin de Kazan

Hi ha tres llocs que formen part del patrimoni mundial de la UNESCO al Tatarstan: el Kremlin de Kazan, la reserva del Museu Estatal de Bulgària i la catedral i el monestir de l'Assumpció de la ciutat-illa de Sviajsk.
Des del 2016, la República de Tatarstan gestiona el programa Visit Tatarstan, la marca turística oficial de la República, que té com a finalitat informar els turistes, supervisar la reputació de la República, desenvolupar el potencial turístic de les regions del Tatarstan, dur a terme investigacions de mercat, crear projectes associats amb empreses locals i expandir-se internacionalment. "Tatarstan: 1001 plaers" és el missatge principal que reben els turistes. El lloc web Visit Tatar, on hi ha informació sobre els principals llocs d'interès i recreació al Tatarstan, està disponible en 8 idiomes: tàrtar, rus, anglès, xinès, alemany, castellà, finès i persa.

## Cultura
A causa de les regles islàmiques sobre les representacions artístiques, els tàrtars van desenvolupar un art geomètric únic, del qual l'artesania del mosaic de cuir és un element bàsic. També s'observen certes festes pre-islàmiques, com el Sabantuy, que celebra "la finalització dels treballs de sega de la primavera".

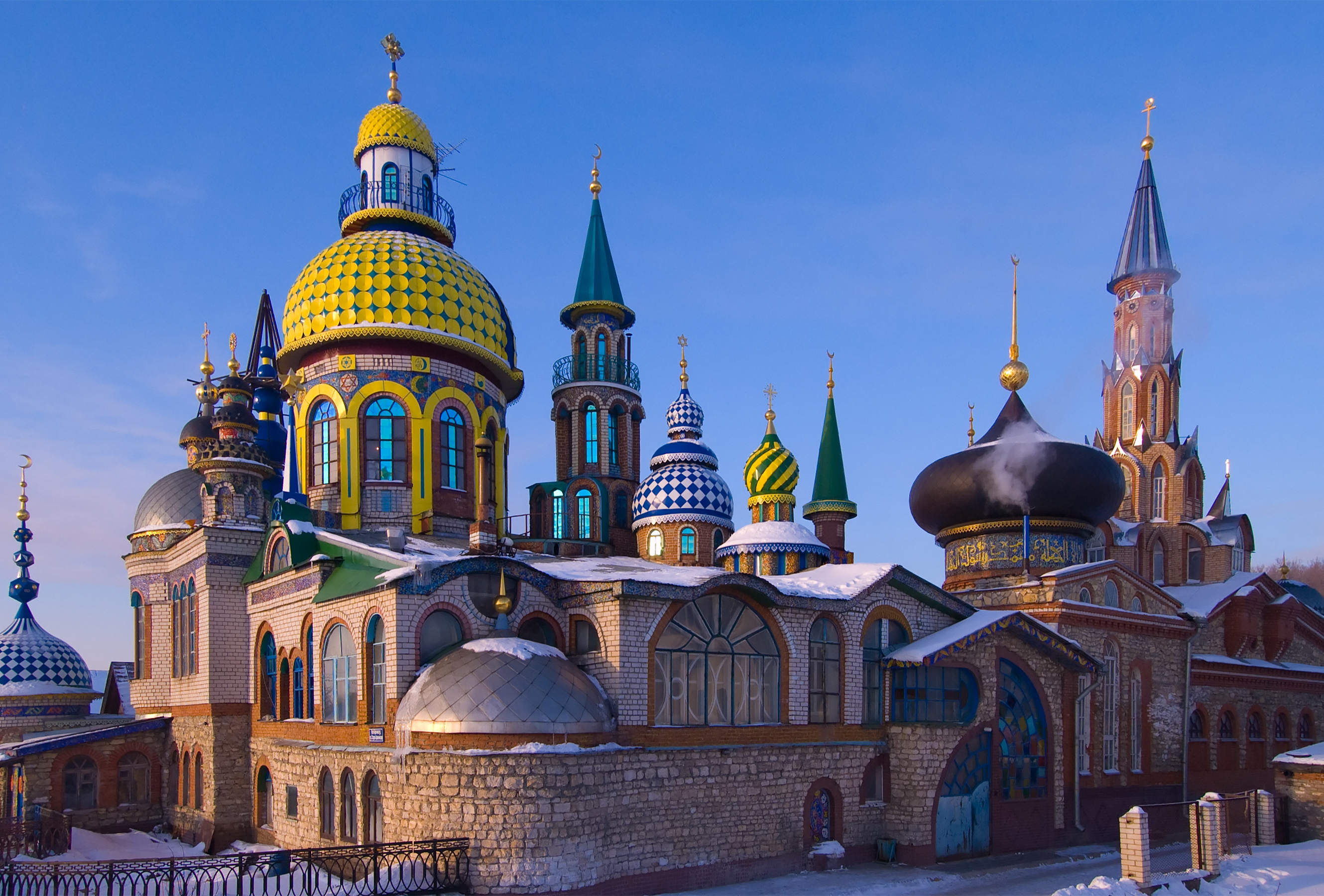
Temple de totes les religions, edifici i centre cultural construït per l'artista local Ildar Kànov

Les biblioteques principals inclouen la Biblioteca Científica Nikolai Lobatxevski de la Universitat Estatal de Kazan i la Biblioteca Nacional de la República del Tatarstan. Hi ha dos museus d'importància republicana i 90 museus d'importància local. En els darrers anys han aparegut nous museus a tota la República.
Hi ha dotze institucions teatrals al Tatarstan. L'orquestra estatal és la National Tatarstan Orchestra.